# Cyclopecten benthalis
Cyclopecten benthalis is een tweekleppigensoort uit de familie van de Propeamussiidae. De wetenschappelijke naam van de soort is voor het eerst geldig gepubliceerd in 1959 door Grau.